# ۱۴۱ (میلادی)
۱۴۱ (میلادی) صد و چهل و یکمین سال تقویم میلادی است.

## درگذشتگان
‎